# Grazer Menschenrechtspreis
Der Grazer Menschenrechtspreis ist ein auf Anregung von Bürgermeister Siegfried Nagl von der Stadt Graz gestifteter Menschenrechtspreis.
Der Preis ist zweijährlich mit 7000 Euro im Budget der Stadt Graz vorgesehen und wird grundsätzlich zweijährlich vergeben. Vorschläge zur Verleihung können beim Grazer Büro für Frieden und Entwicklung gemacht werden und müssen dort schriftlich eingereicht werden. Die Jury wird von einem Beirat beraten und entscheidet über die Preisvergabe durch Stimmenmehrheit, bei Stimmengleichheit erfolgt eine Teilung des Preises.

## Preisträger
2007
- Daniela Grabovac, Gründerin und Hauptverantwortliche von „Helping Hands Graz“
- Agnes Truger, Projektreferentin von Welthaus Diözese Graz-Seckau
- Kurt David Brühl, Ehrenpräsident der Israelitischen Kultusgemeinde Graz, Kommerzialrat und Konsul

2009
- Preisträger für den Einsatz um die Menschenrechte International: Hans Hesselmann, Leiter des Menschenrechtsbüros Nürnberg
- Preisträger für den Einsatz um die Menschenrechte in Graz: Vertretungsnetz Sachwalterschaft, Patientenanwaltschaft, Bewohnervertretung, Zweigstelle Steiermark

2011
- Pater Berno Rupp
- Diplomkrankenschwester Nomawethu Kelbitsch

2013
- Susanna Ecker, Rechtsanwältin; für "Engagement für die rechtliche Durchsetzung der Menschenrechte von Personen in benachteiligten Lebensverhältnissen"
- Helmut Wlasak, Richter; vor allem für seine "Drogen- und Suchtprävention für Jugendliche im Projekt 'Mc Clean'"[7]
- Heimo Halbrainer, Verein Clio; für langjährige "kritische Geschichtsvermittlung und Erinnerungsarbeit durch die Schärfung der Verantwortung für die kollektive Vergangenheit"

2015
- Günther Ebenschweiger, Leiter der Polizeiinspektion Jakomini, für die Entwicklung verschiedener Präventionsprogramme
- Ruth Seipel, Gründerin des Vereins Mentorus, für die Arbeit mit Asylwerbern
- Kriseninterventionsteam Land Steiermark bzw. Edwin Benko (Psychotherapeut und Supervisor, Aus- und Fortbildungsleitung Kriseninterventionsteam Land Steiermark) für den Einsatz nach der Amokfahrt von Graz[9]

2017
- Aslı Erdoğan, türkische Schriftstellerin und Journalistin
- Blinden- und Sehbehindertenverband Steiermark
- Homeless Street Soccer World Cup, namentlich Harald Schmied und Gilbert Prilasnig

2019
- Edith Abawe, Infocafe Palaver-Frauenservice
- Karl-Heinz Herper, Stadtrat a. D.
- Peter Krasser, „Schule Äthiopien“

2021
- Heidrun Primas, Marion Bock, Lisa Rücker und Brigitte Kratzwald als Mitinitiatorinnen des Solidaritätscamps „Wochenende für Moria“
- Michaela Gosch für den Verein Frauenhäuser Steiermark
- Barbara Kasper für jahrzehntelanges überparteiliches Engagement für die Menschenrechte, Frauenrechte und Kinderrechte im Rahmen der UNESCO Schulen

2023
- Gerhard Draxler (ORF-Steiermark-Landesdirektor) für sein Lebenswerk in der medialen Vermittlung menschenrechtlicher Haltungen
- Elisabeth Hufnagl für den Aufbau der Stadtteilarbeit in Graz
- Woman Life Freedom Austria für die Verbindung von lokalem Engagement und internationalen Einsatz für die Menschenrechte, der laut Jury „unter hohem persönlichen Risiko“ geleistet wird
- Ruth Kathrin Lauppert-Scholz – Granatapfel Kulturvermittlung für den Beitrag zum interkulturellen Dialog und friedvollen Zusammenleben unterschiedlicher Kulturen in Graz